# Quyền LGBT ở Ghana
Quyền đồng tính nữ, đồng tính nam, song tính và chuyển giới ở Ghana đối mặt với những thách thức pháp lý mà những người không phải LGBT không gặp phải. Hành vi tình dục đồng giới là bất hợp pháp ở Ghana.
Quyền LGBT ở Ghana bị đàn áp nặng nề. Các cuộc tấn công đồng tính về thể chất và bạo lực đối với người LGBT là phổ biến, thường được giới truyền thông và các nhà lãnh đạo tôn giáo và chính trị khuyến khích. Báo cáo về những người đồng tính trẻ tuổi bị đuổi ra khỏi nhà của họ cũng là phổ biến. Mặc dù Hiến pháp bảo đảm quyền tự do ngôn luận, phát biểu và hội họp cho công dân Ghana, những quyền cơ bản này bị từ chối tích cực đối với người LGBT.
Đồng tính luyến ái từng được chấp nhận và phổ biến ở Ghana trước khi người thực dân châu Âu đến và Kitô giáo. Vào những năm 1860, Đế quốc Anh đã thành lập thuộc địa của Bờ biển vàng ở Ghana ngày nay và ban hành luật trừng phạt đồng tính luyến ái. Những luật này được giữ sau khi Ghana độc lập vào năm 1957. Ngày nay, người LGBT Ghana phải đối mặt với sự phân biệt đối xử, quấy rối, bạo lực, từ chối gia đình và ác cảm công khai. Cũng có báo cáo về các chương trình tra tấn được thiết kế để "chữa trị" đồng tính luyến ái. Những người phản đối việc bình thường hóa đồng tính luyến ái trích dẫn "văn hóa và giá trị" của Ghana là một lý do tại sao đồng tính luyến ái không được chấp nhận hoặc không nên được hợp pháp hóa. Tuy nhiên, tương tự như nhiều quốc gia Châu Phi, tình trạng đồng tính và không khoan dung của người LGBT đã được đưa đến Ghana thông qua luật thuộc địa. Đồng tính luyến ái đã được chấp nhận rộng rãi hoặc không được xem bất kỳ khác biệt nào đối với dị tính trước khi thực dân hóa.

## Bảng tóm tắt
| Hoạt động tình dục đồng giới hợp pháp                                                                                       | (Hình phạt: tối đa 3 năm tù) |
| Độ tuổi đồng ý | No                           |
| Luật chống phân biệt đối xử chỉ trong việc làm                                                                              | No                           |
| Luật chống phân biệt đối xử trong việc cung cấp hàng hóa và dịch vụ                                                         | No                           |
| Luật chống phân biệt đối xử trong tất cả các lĩnh vực khác (Bao gồm phân biệt đối xử gián tiếp, ngôn từ kích động thù địch) | No                           |
| Hôn nhân đồng giới | No                           |
| Công nhận các cặp đồng giới                                                                                                 | No                           |
| Con nuôi của các cặp vợ chồng đồng giới                                                                                     | No                           |
| Con nuôi chung của các cặp đồng giới                                                                                        | No                           |
| Người LGBT được phép phục vụ công khai trong quân đội                                                                       |                              |
| Quyền thay đổi giới tính hợp pháp                                                                                           | No                           |
| Truy cập IVF cho đồng tính nữ                                                                                               | No                           |
| Mang thai hộ thương mại cho các cặp đồng tính nam                                                                           | No                           |
| NQHN được phép hiến máu | No                           |